# Sierra de Hoyo de Manzanares

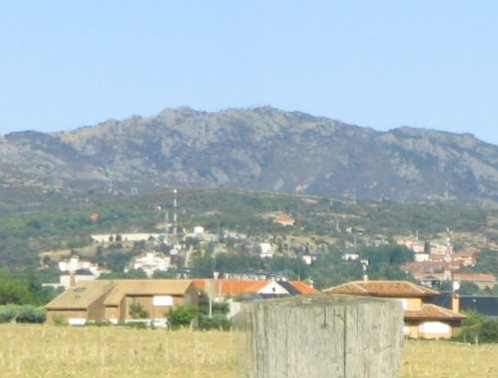
Vertiente oeste de El Estepar, la cumbre más alta de la sierra de Hoyo, con 1402,840 m.

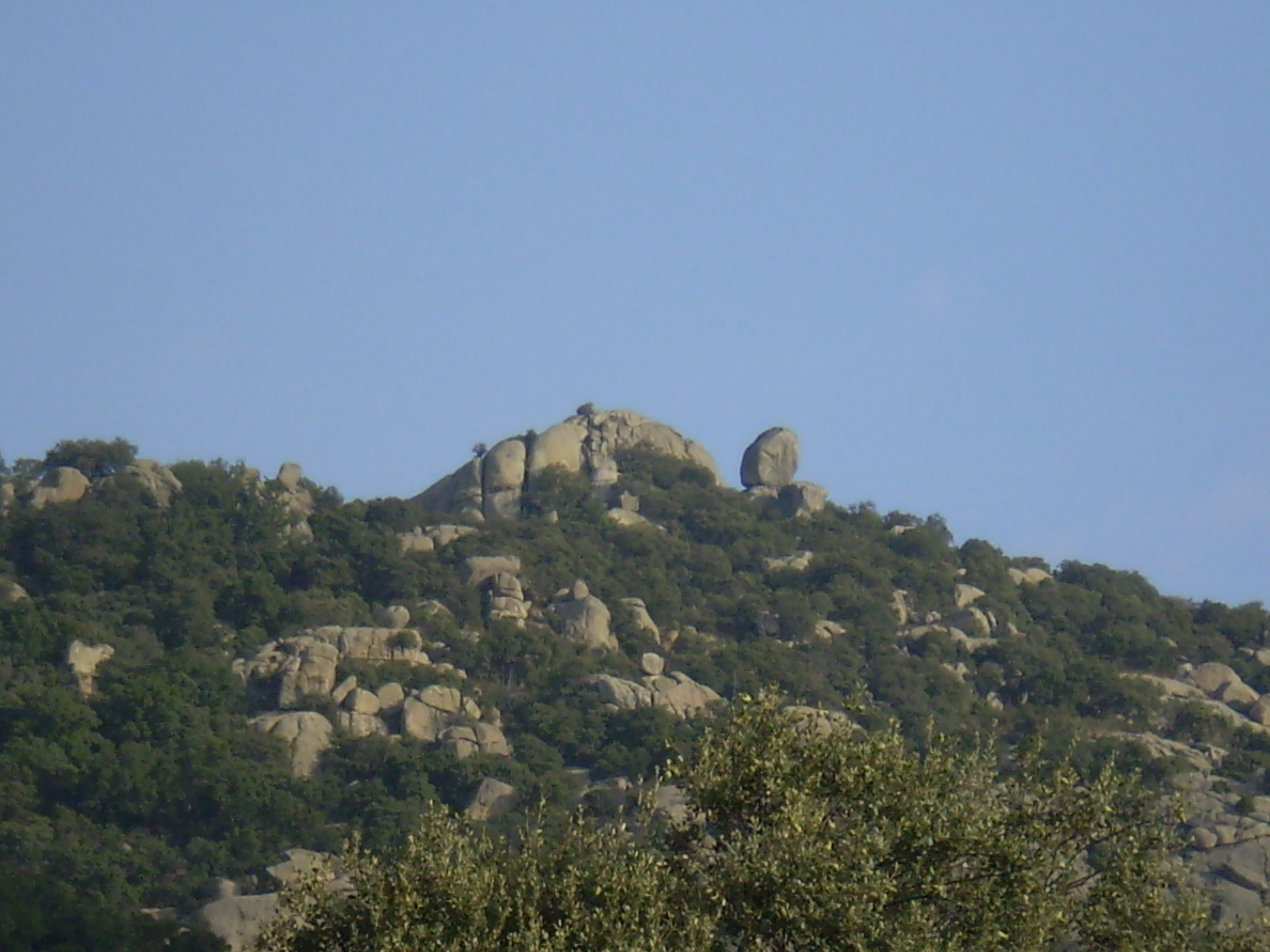
La Tortuga (1368 m), uno de los canchales más singulares de la sierra de Hoyo, toma este nombre por su semejanza con el reptil.

La sierra de Hoyo o sierra de Hoyo de Manzanares es una alineación montañosa situada en el noroeste de la Comunidad de Madrid (España), cercana a la sierra de Guadarrama. Geológicamente pertenece a esta formación montañosa, pero hay una separación llana entre ambas de unos diez kilómetros. Su principal municipio de referencia es Hoyo de Manzanares, ubicado en su ladera meridional, del que toma el nombre.
Toda la sierra está dentro del Parque Regional de la Cuenca Alta del Manzanares, un espacio protegido que abarca también La Pedriza con el embalse de Santillana, llegando por el sur hasta el municipio de Las Rozas de Madrid y abarcando el Soto de Viñuelas junto a Tres Cantos. El parque recibe diferentes niveles de protección, entre ellos, el de Reserva Natural Educativa, el segundo más alto que otorga este Parque. Esta figura legal protege buena parte de sus laderas meridionales y orientales. Además, el 15 de febrero de 1993, se produce la declaración del territorio como Reserva de la Biosfera. El pico más alto de la sierra de Hoyo es El Estepar, con 1402,840 metros.
Existen varias carreteras que conducen a las inmediaciones de esta sierra. Una de las formas más directas de acceso es tomando la autopista del Noroeste desde Madrid hasta la salida 27, Torrelodones M-618 Hoyo de Manzanares, en donde se encuentra el final la citada carretera M-618, km 24, que pasa por Hoyo de Manzanares, comenzando en Colmenar Viejo.
La sierra de Hoyo es visible a gran distancia. Su imagen más reconocida suele ser su alzado sur, que ofrece hacia la capital de España. 

## Geografía física

### Clima
La sierra de Hoyo disfruta de un clima mediterráneo continentalizado matizado por la altitud y la orientación, caracterizado por inviernos frescos (fríos en las cimas de la sierra) y veranos calientes pero mucho más agradables que los de la meseta sur. Las temperaturas medias más altas se dan al pie de la sierra: un ejemplo claro son los entre 14 °C y 15 °C de temperatura anual media en Las Rozas (718 m), subiendo de altitud pasaríamos a los entre 12 °C y 13 °C que se han de rondar en Hoyo de Manzanares (1002 m), y las temperaturas por encima de los 1200 m rondarán los 10 °C (esto se ve reflejado en la presencia de robles (Quercus pyrenaica) y la muy rara presencia del enebro rastrero (Juniperus communis) más propia del clima de montaña). La cara norte de la sierra de Hoyo es notablemente más fría que la sur.
Las precipitaciones evolucionan aumentando con la altitud, así las más bajas se dan en el Monte del Pardo (700 m) rondando los 400-500 l/m2; en Hoyo de Manzanares las precipitaciones aumentan, favorecidas por la sierra que atrapa las nubes lo que hacen a Hoyo de Manzanares muy lluvioso cuando los frentes proceden del suroeste, así precipitan en este pueblo unos 600 l/m2 de media anual, que quedan patentes en la abundancia de prados para ganado bovino, la presencia de alcornoques, dehesas de fresnos y robles. En la sierra las precipitaciones aumentan hasta rondar los 800 l/m2; por ello se puede encontrar la presencia de helechos de águila (Pteridium aquilinum) y robles.
En la zona del Pardo la nieve hace poco acto de presencia generalmente traduciéndose en pocas nevadas al año que no cuajan. Entre los 900 y los 1000 m de altitud la presencia de la nieve se hace más común (aunque por debajo de los 15 días de nieve de media anual) produciéndose varias nevadas al año y cuajando, siendo fácil sobrepasar en algunas los 5 cm prácticamente todos los inviernos (y pudiendo llegar a los 15 cm). En la sierra las nevadas no suelen ser mucho más abundantes que las que se dan a 1000 m pero el frío hace que la cubierta pueda durar más de una semana por encima de los 1200 m (raro es que la nieve llegue a durar más de dos semanas).

### Geología

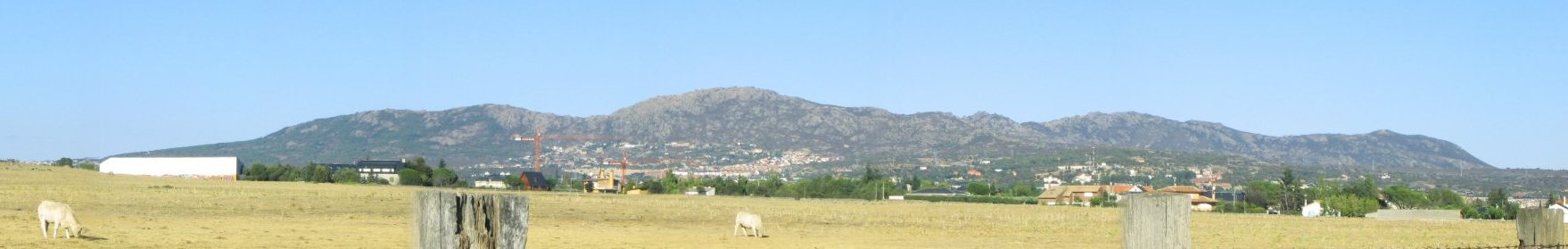
Vista panorámica de la sierra de Hoyo de Manzanares.

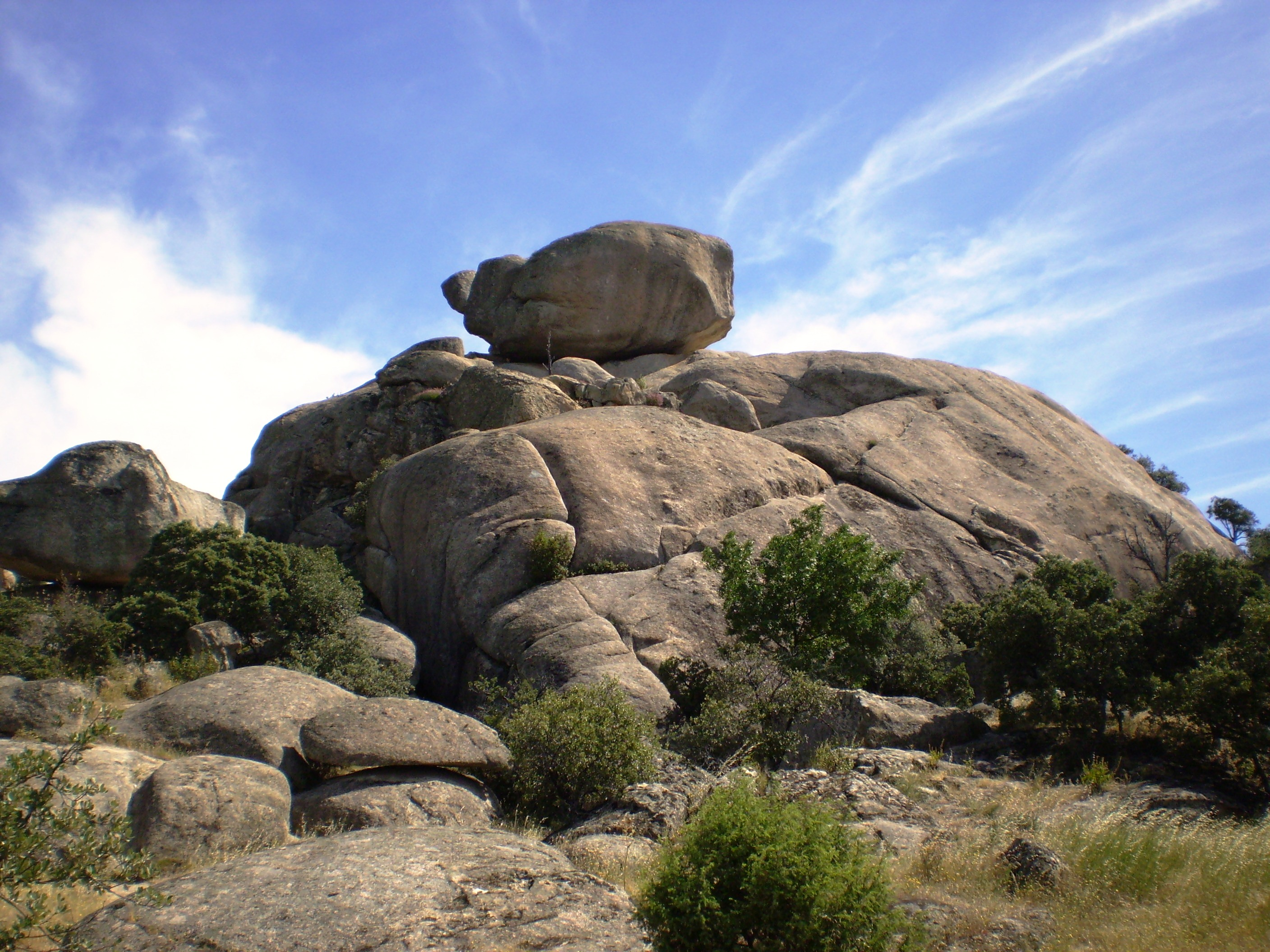
Canto de la Cueva, otro de los canchales en el entorno de la sierra de Hoyo.

La sierra de Hoyo sirve de barrera natural entre las cuencas de los ríos Manzanares y Guadarrama, que conforman sus límites físicos oriental y occidental, respectivamente. El valle del Manzanares también aparece en su parte sureste, a través del Monte de El Pardo, mientras que, al norte, se extiende la denominada Hoya de Villalba.
Se trata de uno de los principales montes-isla de la vertiente madrileña de la sierra de Guadarrama, junto con la sierra de La Cabrera (1564 m), Las Machotas (1466 m), el Cerro de San Pedro (1423 m) y Cabeza Mediana (1331 m) en Moralzarzal. Todas estas formaciones montañosas presentan una ubicación lateral y aislada con respecto al eje de Guadarrama, del que se encuentran separadas por una serie de fracturas y fallas, que van en paralelo a la alineación principal. De ahí su denominación como montes-isla.
La sierra de Hoyo se distribuye formando una especie de arco invertido, cuyos extremos se encuentran custodiados por los picos de Navalospinos (1171 m) —al noreste—, de El Picazo (1268 m) —al sur— y Peña Cardín (1130 m) —al noroeste—. En sus estribaciones surorientales aparecen distintos montes que sirven de transición hasta El Pardo caso de La Solana (1002 m) en Hoyo de Manzanares y, hacia el sur, se eleva alguna que otra formación aislada, caso del Canto del Pico (1005,887 m). Esta última, dentro de Torrelodones, que integra una de las formaciones graníticas más importantes del entorno de la sierra, está presidida por un palacio de aire modernista, que fue propiedad de Francisco Franco, al que da nombre.
Esta sierra está integrada principalmente por materiales graníticos y gneises. Posee algunos cortes de microdioritas. En el plano geomorfológico, guarda ciertas similitudes con La Pedriza, dada la abundante presencia de bolos, canchales y berrocales en sus cumbres, laderas y estribaciones. Algunos de ellos presentan formas de gran singularidad, caso de La Tortuga —o Cancho de la Parra— (1368 m), llamado así por su similitud con el reptil, y del Canto del Pico (1011 m), que asemeja un pico de ave, en lo alto de la montaña señalada anteriormente. 
La sierra de Hoyo está presidida por el pico/vértice de Estepar en el paraje o cerro de la Mira, y se encuentra a 1402,840 metros, la máxima altitud de la sierra. Las siguientes cumbres en importancia rondan, al alza o a la baja, los 1300 metros: por encima de esta altura asoman la propia Tortuga (1368 m), Canto Hastial (1374 m), Peñacovacha (1352 m), Silla del Diablo (1366 m) o los Campanarios (1342 y 1345 m, cada uno), situados uno a cada lado del Collado del Portacho (1306 m) y ligeramente por debajo se sitúan el Cerro del Molinillo (1338 m) Peña Alonso (1295 m) El Picazo (1268 m) —existe un punto en superficie, tras la peña a 1273 m, que no caracteriza como pico—, Al conjunto de Peña Alonso y El Picazo, se lo conoce (como paraje) como El Picazo. Solana en el Cerro de las Minas a 1293 m, Navalospinos (1171 m). 

### Hidrografía

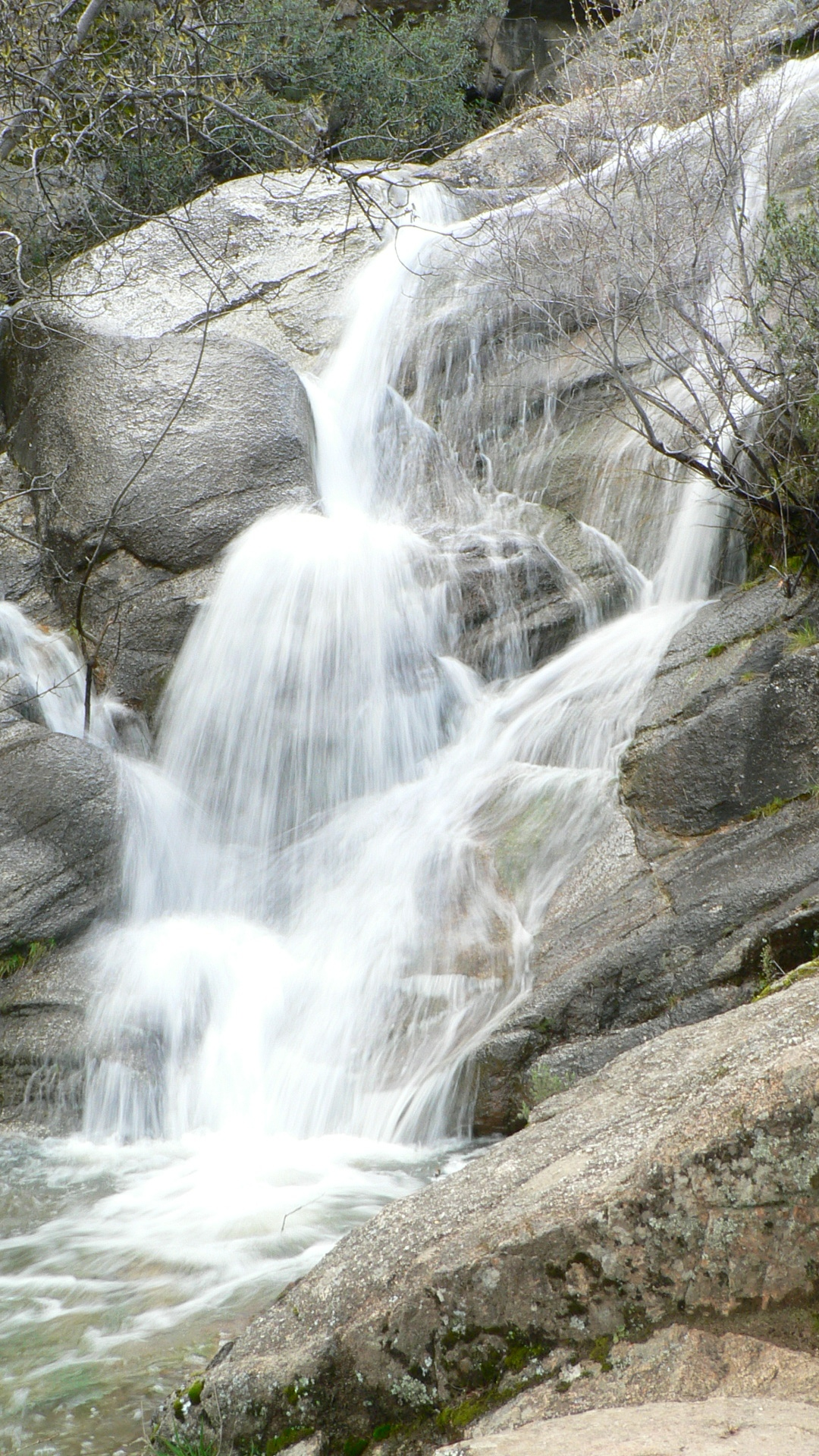
Cascada del Covacho en el arroyo de Peña Herrera.

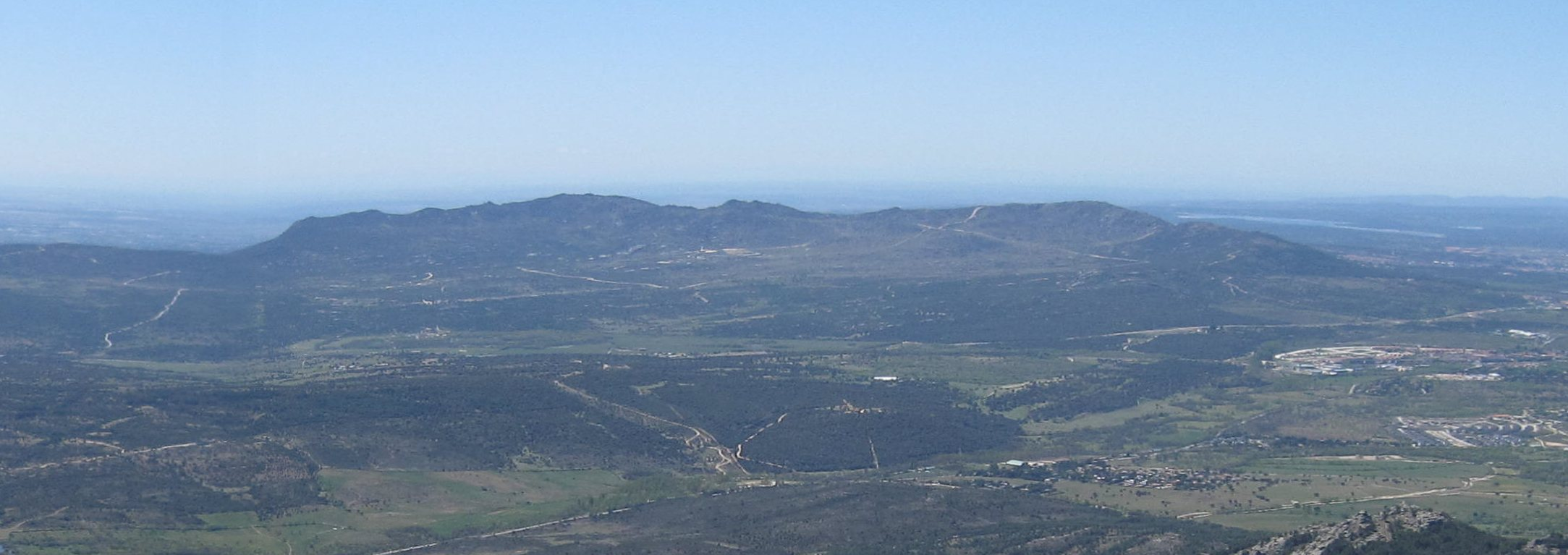
Sierra de Hoyo vista desde la cima de El Yelmo, al norte.

Esta sierra se encuentra integrada en dos cuencas, la del Guadarrama y la del Manzanares, ambos afluentes (el primero) y subafluentes (el segundo), por Jarama del Tajo. En ella nacen diferentes arroyos que, dado el clima mediterráneo continentalizado de la zona, sufren un fuerte estiaje. Casi todos ellos se secan durante el verano, excepción hecha de los arroyos de Peregrinos (Guadarrama), o de Trofas y Navahuerta (Manzanares), con flujo de agua a lo largo de todo el año, que pueden considerarse como sus principales corrientes fluviales. Entre los arroyos de esta sierra cabe destacar el arroyo de Peña Herrera, situado en el término de Moralzarzal y que forma la Cascada del Covacho, una pequeña cascada de cierto atractivo cuando el arroyo lleva suficiente agua.
El arroyo de Peregrinos mana de su vertiente septentrional y, tras surcar las inmediaciones de la urbanización Parquelagos (Galapagar), confluye en el Guadarrama poco antes de que éste pase bajo el puente de Herrera en la carretera M-519 de Torrelodones a Galapagar. 
También vierten a este río los arroyos de La Nava y de La Torre, que pasan por el término municipal de Torrelodones.
Los arroyos de Manina y Trofas tienen su origen en las laderas meridionales y van a parar al río Manzanares, después de atravesar el Monte de El Pardo.El arroyo de Trofas forma el embalse de Gabriel Enríquez de la Orden, situado en las estribaciones de la sierra, en la urbanización Los Peñascales (Torrelodones). Se trata de la principal zona húmeda del entorno de la sierra, junto con el pequeño embalse de Los Rosales (alrededor del cual se extiende la urbanización Parquelagos, en Galapagar), al que surte de aguas el arroyo de La Pradera.
El arroyo de Navahuerta se encuentra en la vertiente norte de la sierra de Hoyo y desemboca en el Manzanares, al oeste de Colmenar Viejo.

### Flora y fauna

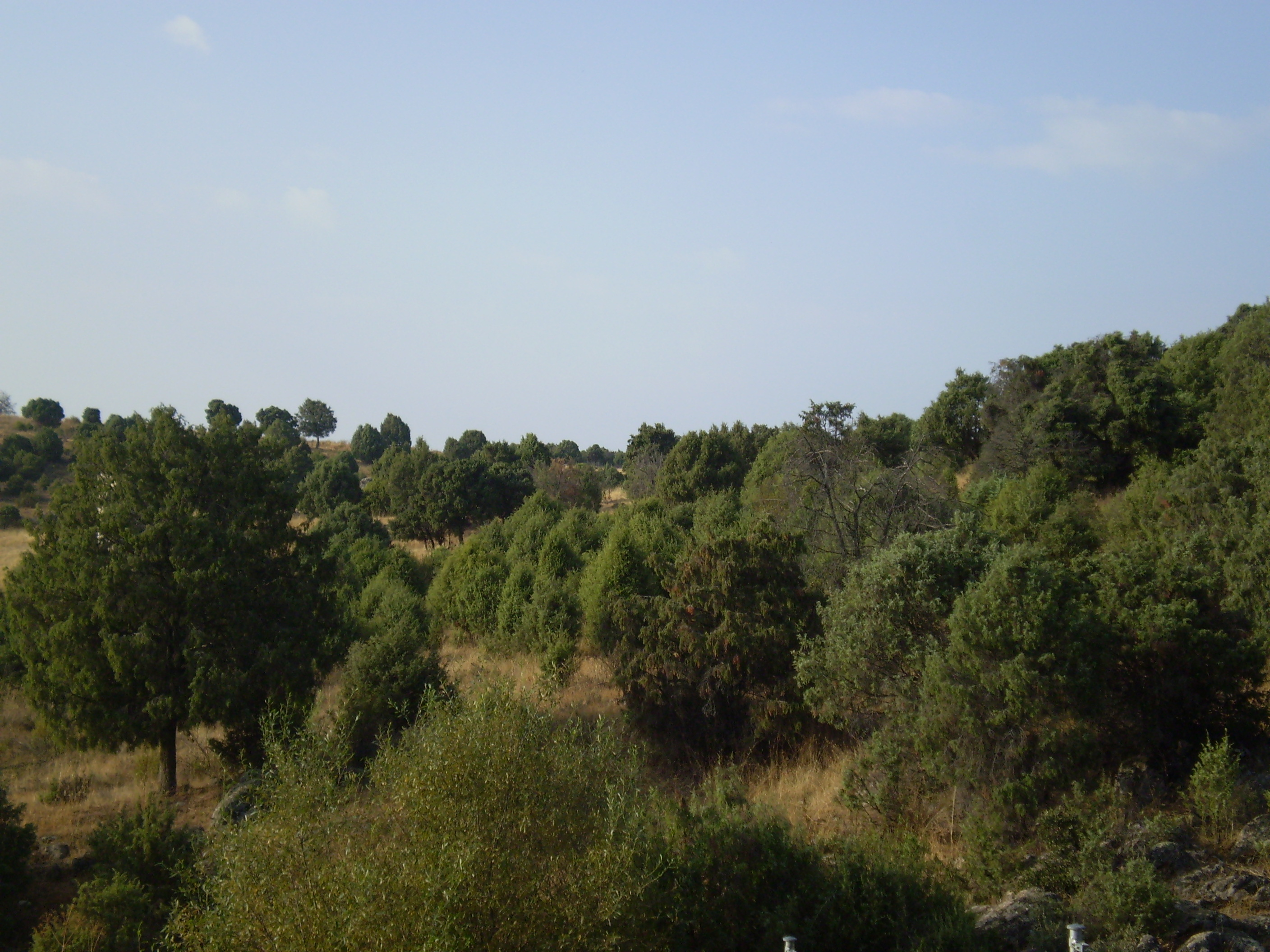
El enebral de Hoyo de Manzanares es uno de los mejor conservados de la Comunidad de Madrid.

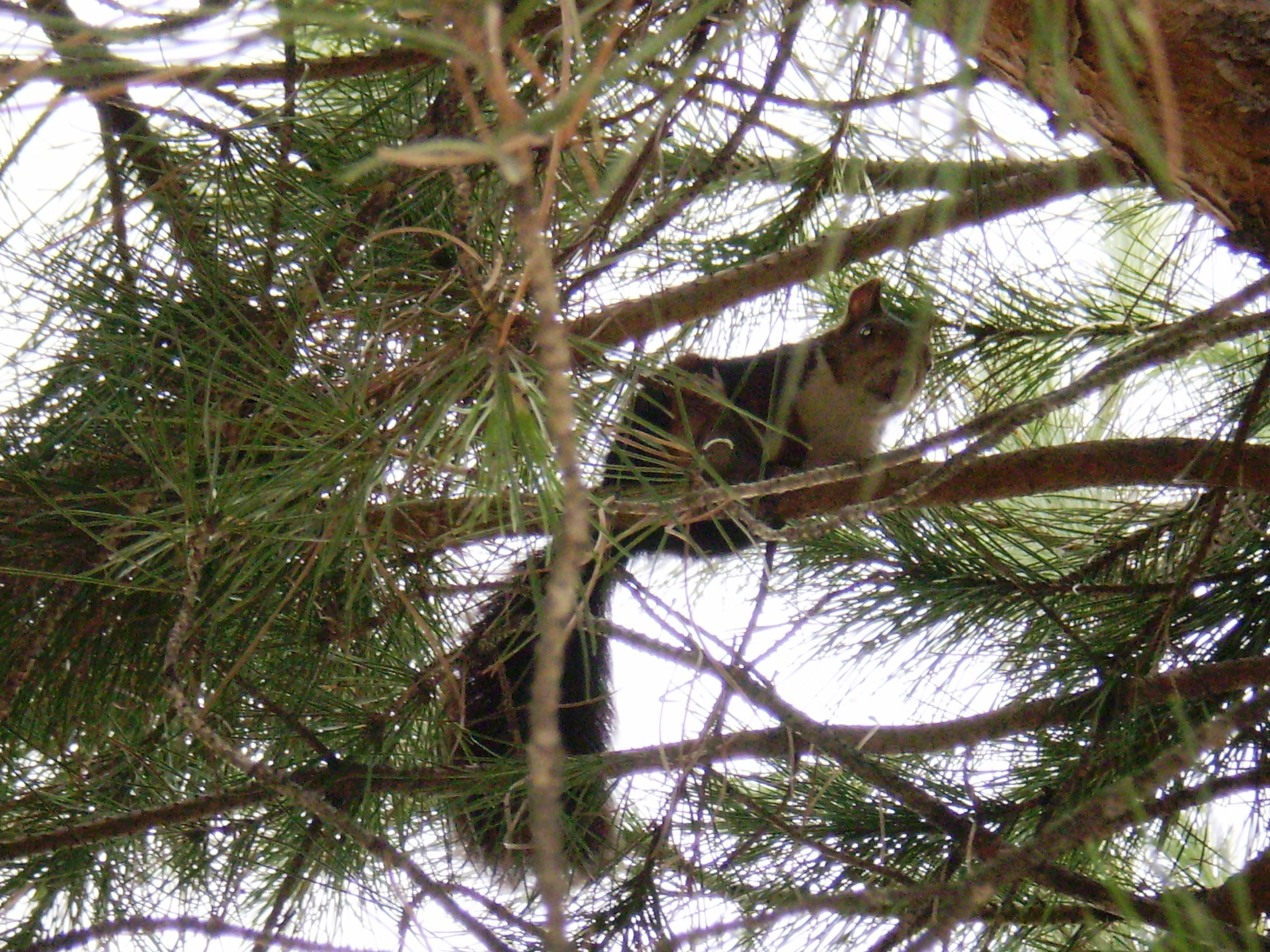
Ardilla en un pinar de la sierra de Hoyo.

La vegetación de la sierra de Hoyo está formada, principalmente, por bosques, aunque también abundan los matorrales y los pastizales representativos de la flora mediterránea. Sus laderas están cubiertas por encinas y enebros, así como por arbustos. Mención especial merecen sus alcornocales, ya que no es frecuente encontrar, en la península ibérica, bosques de este tipo en el rango altitudinal en el que se sitúa la sierra.
En su vertiente meridional, dentro del término municipal de Hoyo de Manzanares, se halla uno de los enebrales mejor conservados de la Comunidad de Madrid. Se trata de la especie Juniperus oxycedrus, conocida comúnmente como enebro de miera, característica de la región mediterránea.
Hacia el sur, los enebrales dejan paso a los encinares, que pueblan algunos montes de interés ecológico, como los de las fincas de El Pendolero y Cantos Negros —esta última zonificada como Reserva Natural por el Parque Regional de la Cuenca Alta del Manzanares—, que después se prolongan hacia El Pardo.
También hay poblaciones de fresnos junto a los arroyos y riachuelos que surcan la sierra. En las zonas donde el bosque ha sido más degradado, los bosques han sido sustituidos por arbustos (la jara pringosa, la retama...) y plantas aromáticas, como el cantueso, el tomillo y el romero.
En referencia a la fauna, la avícola ocupa un lugar destacado. Córvidos como los rabilargos, rapaces como las águilas calzadas, los ratoneros y los milanos y carroñeros como los buitres leonados se unen a otras especies como abubillas y abejarucos. 
En el capítulo de los mamíferos, los principales pobladores son la ardilla, el jabalí, el conejo y, en mucha menor medida, el zorro, la gineta y el lirón careto. Al pie de la sierra se forman charcas temporales, donde se reúne una interesante fauna anfibia, con especies como la rana común, el sapo común, el sapo corredor, el sapo de espuelas, el sapo partero, el tritón pigmeo y el gallipato.

## Geografía urbana

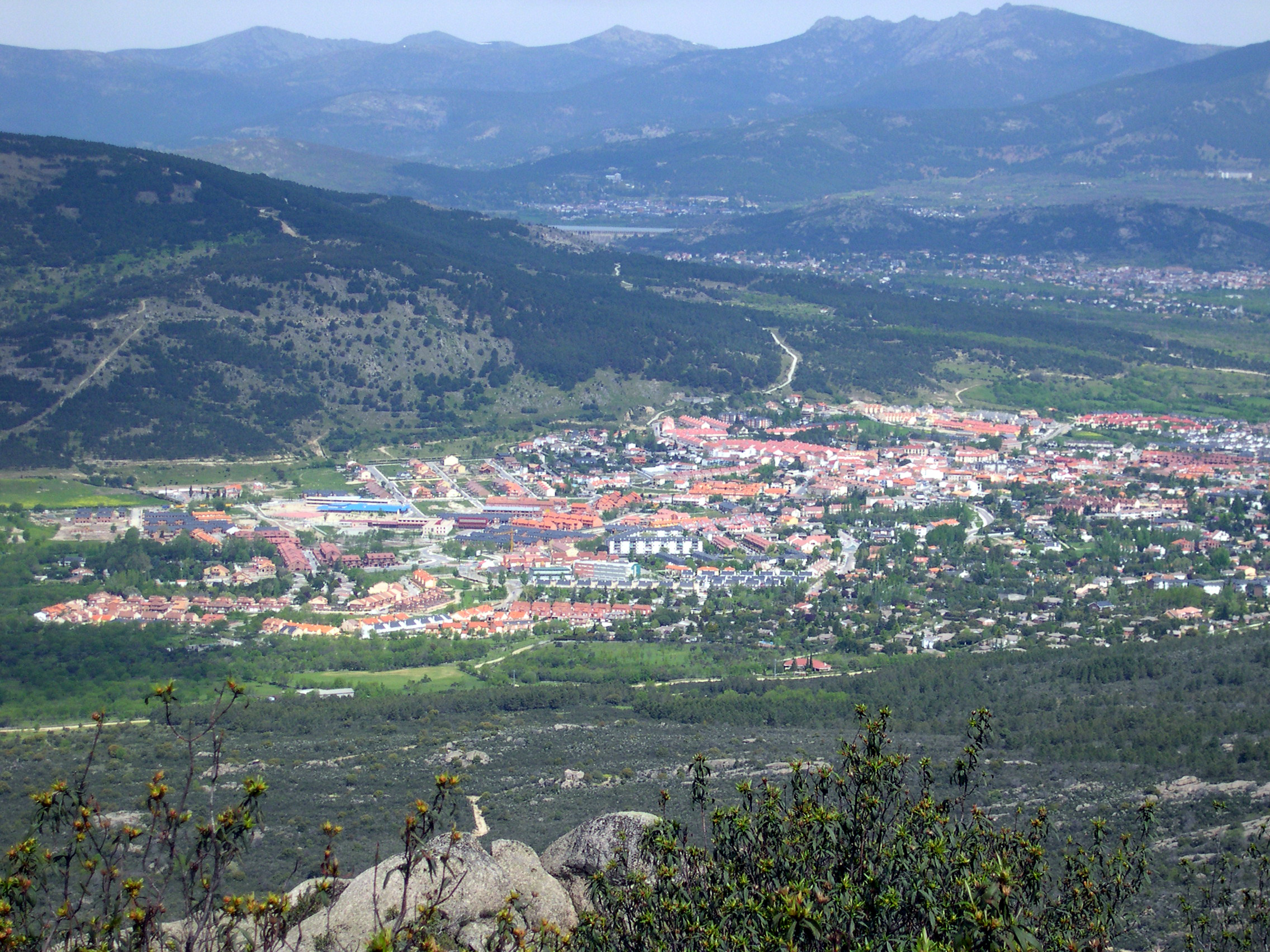
Moralzarzal, municipio situado en la vertiente norte de la sierra de Hoyo. La imagen está tomada desde el Canto Hastial (1376 m), una de las principales cumbres de esta formación montañosa.

La sierra de Hoyo está rodeada de numerosas urbanizaciones, localidades y carreteras, que ejercen sobre ella una fuerte presión demográfica y constructora (algunas urbanizaciones se han edificado sobre sus laderas).
Se trata de una de las zonas residenciales más concurridas de la Comunidad de Madrid, que se encuentra, además, muy bien comunicada por la A-6 (autopista del Noroeste), que discurre al pie de sus laderas occidentales. Otras vías de importancia son la comarcal M-608 Venturada-Collado Villalba, que pasa al lado de su vertiente norte por el noroeste, y la local M-618, en su parte meridional.
Al sur de la sierra se sitúa Hoyo de Manzanares y, bordeándola por el oeste, aparecen las urbanizaciones Parquelagos (Galapagar) y La Berzosa (Hoyo de Manzanares) y el municipio de Collado Villalba. Este último integra dos importantes áreas urbanas (La Estación y el Pueblo), en los que residen de forma estable casi 60 000 habitantes, a los que hay que añadir la población flotante. 
Más adelante, hacia el norte, se encuentran Moralzarzal y Cerceda, uno de los tres núcleos que conforman el municipio de El Boalo.

## Patrimonio artístico

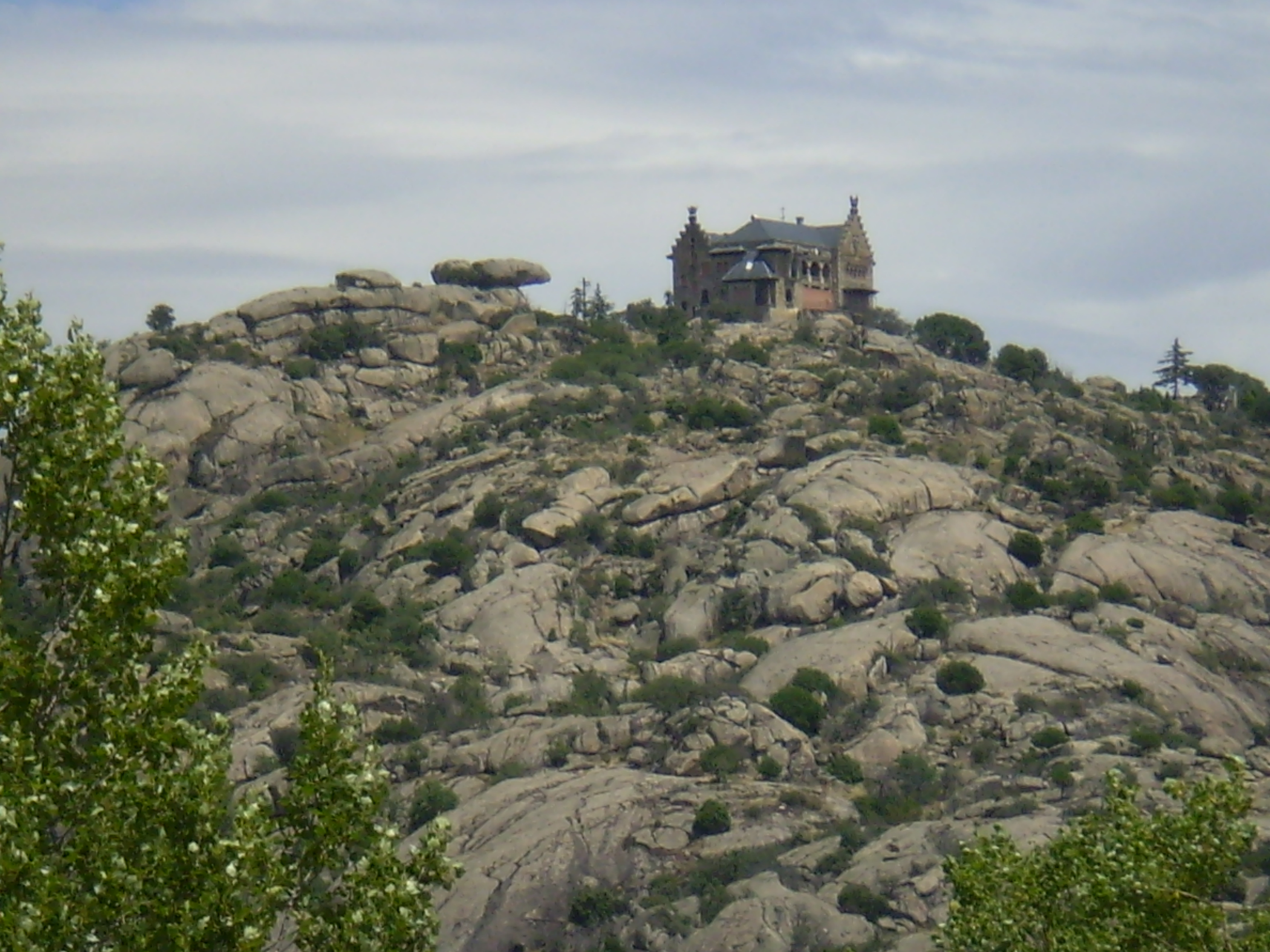
El palacio del Canto del Pico junto al vértice del que recibe el nombre, una de las formaciones graníticas más importantes de los alrededores de la sierra de Hoyo. Está situado a 1005,887 m de altitud.

Durante el periodo andalusí, la sierra de Hoyo formó parte del sistema defensivo organizado por la población musulmana para detener el avance de los reinos cristianos. Aún se mantienen en pie dos atalayas, construidas entre los siglos IX y XI, que desarrollaban una función de vigilancia. La Torrecilla, en estado ruinoso, está situada en el campo de maniobras de la Academia del Cuerpo de Ingenieros de Hoyo de Manzanares. Da nombre al Collado de la Torrecilla, de 1185 m de altitud. Mejor conservada se encuentra la atalaya de Torrelodones, en el municipio del mismo nombre, si bien presenta transformaciones.La otra atalaya se encuentra en la cresta de la sierra, entre el Estepar y la Tortuga, también en estado ruinoso.

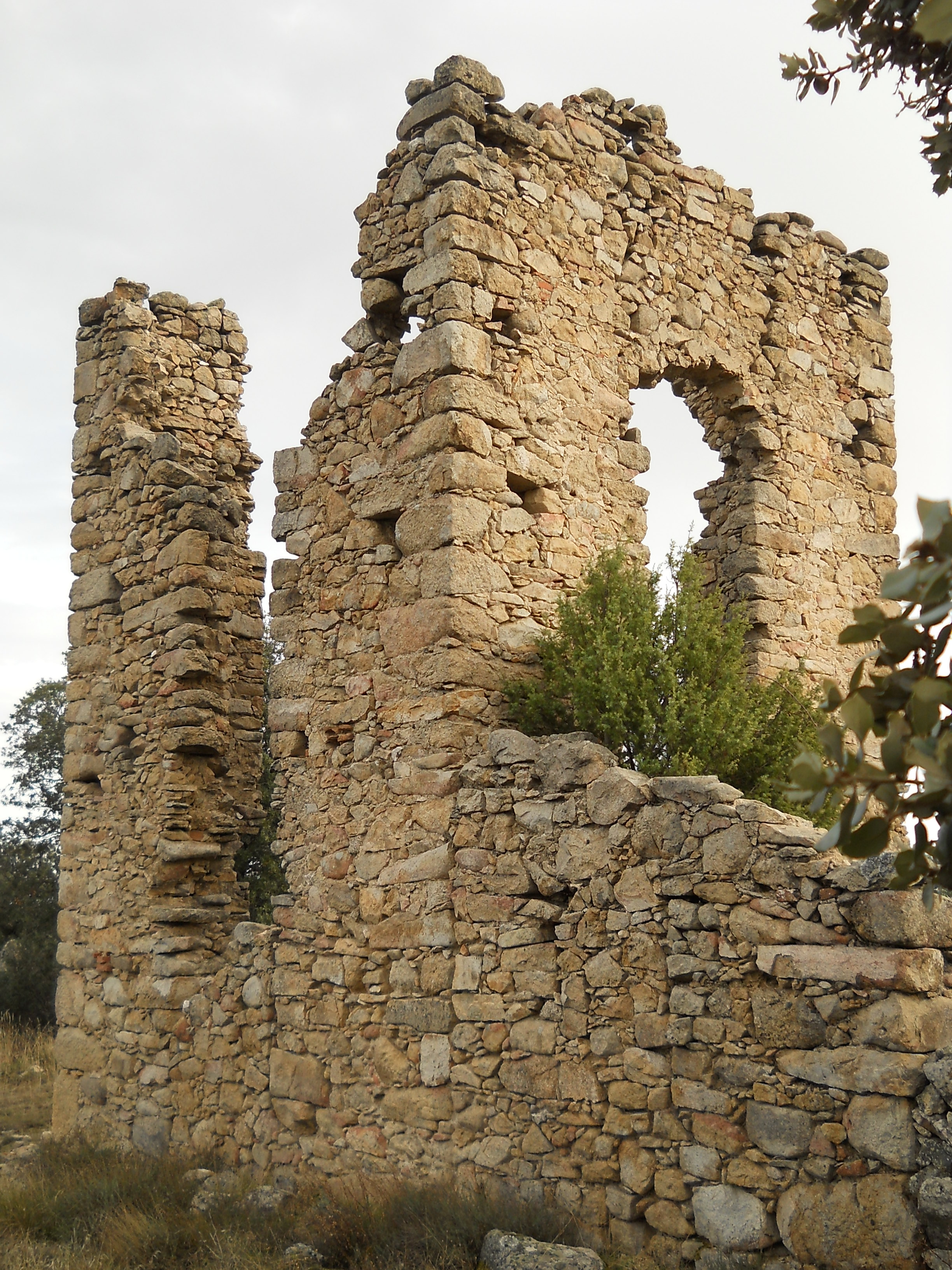
Torre de La Mira de Hoyo de Manzanares

A principios del siglo XX se edificaron en el entorno de la Sierra de Hoyo diferentes mansiones y palacetes para uso residencial. Todavía se conservan algunas construcciones de carácter monumental, caso del antiguo Hostal de La Berzosa (hoy sede de la Universidad Antonio de Nebrija), en la urbanización homónima, perteneciente a Hoyo de Manzanares. En este mismo término de Hoyo, al sur, cerca del vecino Torrelodones, destaca la finca de El Pendolero, que fuera residencia de Antonio Maura, con acceso desde aquel municipio, y ya en el citado Torrelodones, la antigua residencia del INI de Los Peñascales y el palacio del Canto del Pico, declarado monumento histórico-artístico en 1930.

## Curiosidades
En el término municipal de Hoyo de Manzanares se encuentran los restos de unos antiguos decorados de cine, donde se rodaron, en las décadas de 1960 y 1970, numerosas películas, principalmente spaghetti westerns (entre ellos, Por un puñado de dólares).
Además, aún se conservan cerca algunos restos en el suelo de lo que fuera la calle que aparecía en la película/musical Chicago.[cita requerida]
En la finca de El Pendolero, el director de cine Carlos Saura situó la acción de dos de sus filmes más conocidos, Ana y los lobos (1972) y su continuación Mamá cumple cien años (1979).